# Ty Chandler
Tykevious Chandler (Nashville, Tennessee, 12 de mayo de 1998) más conocido como Ty Chandler, es un jugador profesional estadounidense de fútbol americano que se desempeña en la posición de running back en Minnesota Vikings, equipo de la National Football League (NFL).

## Carrera
Fue seleccionado en la quinta ronda en la Reunión Anual de Selección de Jugadores de la NFL de 2022. Hizo su debut profesional con el equipo Minnesota Vikings, donde lleva jugando dos temporadas.